# Giorgio Montefoschi
Giorgio Montefoschi (né à Rome en 1946) est un écrivain, journaliste et critique littéraire italien contemporain.

## Biographie
Diplômé en Lettres, Giorgio Montefoschi a publié son premier roman Ginevra (Genève) en 1974. Sa carrière est constellée de prix littéraires : en 1985 il est finaliste du Prix Bergamo ; il obtientt le prestigieux Prix Strega en 1994 pour son roman La Casa del padre (La Maison du père) et ensuite le Prix Mondello, en 2003, pour La Sposa (L'Épouse).

## Sources
- (it) Cet article est partiellement ou en totalité issu de l’article de Wikipédia en italien intitulé « Giorgio Montefoschi » (voir la liste des auteurs).